# Ri Yong-ho (General)
Ri Yong-ho (* 5. Oktober 1942 im Landkreis T’ongch’ŏn-gun, Unterprovinz Kōgendō, Provinz Chōsen, damaliges Japanisches Kaiserreich, heutiges Nordkorea) war von 2009 bis 2012 Generalstabschef der nordkoreanischen Armee.

## Leben
Ri Yong-ho trat der Koreanischen Volksarmee 1959 bei und schloss die Kim-Il-sung-Militäruniversität ab. Er trat dann aber erst 2002 in Erscheinung, als er zum General ernannt wurde. Seine nächste Erwähnung bei der nordkoreanischen Nachrichtenagentur KCNA findet sich dann wiederum erst mit der Ernennung zum Vorsitzenden des Generalstabs der Koreanischen Volksarmee im Jahr 2009. Davor soll er die Verteidigungstruppen Pjöngjangs kommandiert haben.
Außerdem wurde er 2010 auf der III. Parteikonferenz der PdAK zum Stellvertreter Kim Jong-ils in die zentrale Militärkommission der Partei der Arbeit Koreas (PdAK) berufen. Damit war er neben Kim Jong-un, dem Nachfolger Kim Jong-ils, einer von zwei Stellvertretern in diesem Organ. Kurz vor dieser Parteikonferenz wurde er zudem zum stellvertretenden Marschall der Koreanischen Volksarmee ernannt. Weiterhin wurde er in das Präsidium des Politbüros des Zentralkomitees der PdAK berufen.
Während der Parteikonferenz und einer Militärparade anlässlich des 65. Geburtstags der Arbeiterpartei wurde Ri wiederholt an der Seite Kim Jong-uns gesehen.
Im Juli 2012 wurde Ri nach Angaben der nordkoreanischen Staatsmedien aus gesundheitlichen Gründen seiner Ämter enthoben.